# Circoscrizione elettorale Lombardia (Regno d'Italia)
La circoscrizione elettorale Lombardia è stata una circoscrizione elettorale di lista del Regno d'Italia per l'elezione della Camera dei deputati.

## Storia
La circoscrizione fu creata con l'istituzione del collegio unico nazionale tramite regio decreto del 13 dicembre 1923, n. 2694.
Sulla base del censimento della popolazione del 1921, alla circoscrizione vennero assegnati 70 deputati (47 per la lista prevalente e 23 per le liste di minoranza) rispetto ai 64 stabiliti per le corrispondenti province fino alle elezioni del 1921.
La circoscrizione fu abolita con legge 15 febbraio 1925, n. 122.
| Legislature     | VIII | IX   | X    | XI   | XII  | XIII | XIV  | XV   | XVI  | XVII | XVIII | XIX  | XX   | XXI  | XXII | XXIII | XXIV | XXV  | XXVI | XXVII | XXVIII | XXIX | XXX  |
| --------------- | ---- | ---- | ---- | ---- | ---- | ---- | ---- | ---- | ---- | ---- | ----- | ---- | ---- | ---- | ---- | ----- | ---- | ---- | ---- | ----- | ------ | ---- | ---- |
| Elezioni        | 1861 | 1865 | 1867 | 1870 | 1874 | 1876 | 1880 | 1882 | 1886 | 1890 | 1892  | 1895 | 1897 | 1900 | 1904 | 1909  | 1913 | 1919 | 1921 | 1924  | 1929   | 1934 | 1939 |
| Deputati eletti |      |      |      |      |      |      |      |      |      |      |       |      |      |      |      |       |      |      |      | 70    |        |      |      |
|                 |      |      |      |      |      |      |      |      |      |      |       |      |      |      |      |       |      |      |      |       |        |      |      |
| Totale eletti   | 443  | 493  | 493  | 508  | 508  | 508  | 508  | 508  | 508  | 508  | 508   | 508  | 508  | 508  | 508  | 508   | 508  | 508  | 535  | 535   | 400    | 400  |      |
| Numero collegi  | 443  | 493  | 493  | 508  | 508  | 508  | 508  | 135  | 135  | 135  | 508   | 508  | 508  | 508  | 508  | 508   | 508  | 54   | 40   | 15    | 1      | 1    |      |

## Territorio
Comprendeva le province di Milano, Pavia, Bergamo, Brescia, Como, Cremona, Mantova e Sondrio e aveva come capoluogo Milano.

## Dati elettorali
| Partito                            | Partito                            | Risultati 6 aprile 1924 | Risultati 6 aprile 1924 | Risultati 6 aprile 1924 | Seggi | Seggi |
| Partito                            | Partito                            | Voti                    | %                       | ±                       | Num   | ±     |
| ---------------------------------- | ---------------------------------- | ----------------------- | ----------------------- | ----------------------- | ----- | ----- |
|                                    | Nazionale                          | 504 048                 | 49,22                   | n.d.                    | 47    | n.d.  |
|                                    | Popolare                           | 175 373                 | 17,13                   | n.d.                    | 8     | n.d.  |
|                                    | Socialista unitario                | 124 606                 | 12,17                   | n.d.                    | 5     | n.d.  |
|                                    | Socialista massimalista            | 119 078                 | 11,63                   | n.d.                    | 5     | n.d.  |
|                                    | Comunista                          | 58 182                  | 5,68                    | n.d.                    | 3     | n.d.  |
|                                    | Fascisti dissidenti                | 13 172                  | 1,29                    | n.d.                    | 1     | n.d.  |
|                                    | Partito dei Contadini              | 11 945                  | 1,17                    | n.d.                    | 1     | n.d.  |
|                                    | Opposizione costituzionale         | 9 574                   | 0,93                    | n.d.                    | 0     | n.d.  |
|                                    | Repubblicano                       | 8 000                   | 0,78                    | n.d.                    | 0     | n.d.  |
|                                    |                                    |                         |                         |                         |       |       |
| Iscritti                           | Iscritti                           | 1 542 651               | 100,00                  |                         |       |       |
| ↳ Votanti (% su iscritti)          | ↳ Votanti (% su iscritti)          | 1 112 002               | 72,08                   | n.d.                    |       |       |
| ↳ Voti validi (% su votanti)       | ↳ Voti validi (% su votanti)       | 1 023 978               | 92,08                   |                         |       |       |
| ↳ Schede non valide (% su votanti) | ↳ Schede non valide (% su votanti) | 88 024                  | 7,92                    |                         |       |       |
| ↳ Astenuti (% su iscritti)         | ↳ Astenuti (% su iscritti)         | 430 649                 | 27,92                   |                         |       |       |

|  | Benito Mussolini              |  | Alessandro Gorini       |  | Carlo Bresciani           |
|  | Edoardo Dino Alfieri          |  | Luigi Lanfranconi       |  | Achille Grandi            |
|  | Antonio Arrivabene            |  | Antonio Locatelli       |  | Stefano Jacini            |
|  | Carlo Baragiola               |  | Gino Maffei             |  | Giovanni Maria Longinotti |
|  | Ernesto Belloni               |  | Carlo Maria Maggi       |  | Angelo Mauri              |
|  | Antonio Stefano Benni         |  | Guido Mazza de Piccioli |  | Giovanni Merizzi          |
|  | Tommaso Bisi                  |  | Eugenio Morelli         |  | Giorgio Montini           |
|  | Giovanni Battista Boeri       |  | Giuseppe Moretti        |  | Filippo Turati            |
|  | Carlo Bonardi                 |  | Giacinto Motta          |  | Claudio Treves            |
|  | Carlo Buttafochi              |  | Ferdinando Negrini      |  | Pietro Bellotti           |
|  | Innocenzo Cappa               |  | Girolamo Orefici        |  | Emilio Caldara            |
|  | Armando Casalini              |  | Giulio Padulli          |  | Enrico Gonzales           |
|  | Edgardo Cavalieri             |  | Giambattista Preda      |  | Costantino Lazzari        |
|  | Stefano Cavazzoni             |  | Massimo Rocca           |  | Romeo Campanini           |
|  | Tobia Ceserani                |  | Arrigo Solmi            |  | Riccardo Momigliano       |
|  | Giuseppe De Capitani d'Arzago |  | Giacomo Suardo          |  | Angelo Noseda             |
|  | Marziale Ducos                |  | Attilio Teruzzi         |  | Domenico Viotto           |
|  | Roberto Farinacci             |  | Ernesto Torrusio        |  | Bruno Fortichiari         |
|  | Attilio Fontana               |  | Augusto Turati          |  | Luigi Repossi             |
|  | Luigi Gasparotto              |  | Marcello Vaccari        |  | Ezio Riboldi              |
|  | Cesare Genovesi               |  | Nicola Vacchelli        |  | Cesare Forni              |
|  | Alfredo Giarratana            |  | Pier Gaetano Venino     |  | Alfredo Romanini          |
|  | Carlo Gnocchi                 |  | Gioacchino Volpe        |  |                           |
|  | Ezio Maria Gray               |  | Arturo Baranzini        |  |                           |